# الامیناس، قبرس
الامیناس، قبرس (به لاتین: Alaminos, Cyprus) یک منطقهٔ مسکونی در قبرس است که در ناحیه لارناکا واقع شده‌است.

## خصوصیات
الامیناس ۲۸۰ نفر جمعیت دارد.